# Raión de Lanivtsi
Lánivtsi (en ucraniano: Лановецький район) fue un raión o distrito de Ucrania en el óblast de Ternopil. En la reforma territorial de 2020, su territorio fue incluido en el raión de Krémenets.
Comprendía una superficie de 632 km².
La capital era la ciudad de Lánivtsi.

## Demografía
Según estimación 2010 contaba con una población total de 30545 habitantes.

## Otros datos
El código KOATUU es 6123800000. El código postal 47400 y el prefijo telefónico +380 3549.